# ヘンリー・プール (技術者)
ヘンリー・プール（Henry Poole, Henri Poole）は技術者である。CivicActionsならびにVirtual Artists双方の共同設立者であり、フリーソフトウェア財団（Free Software Foundation, FSF）ならびにAffero, Inc.両社の理事を務める。現在では活動は幾分低調となったものの、Afferoはとりわけ2002年にAffero General Public Licenseバージョン1を公開したことで有名である。
1993年、Vivid Studiosの創設者兼CEOであったプールはインターネット・サービス産業の先駆者として知られる。また同年、彼は"Demystifying Multimedia"という書籍の技術編集委員を務めた。1994年、彼は、社会交流や技術利用のためのWELLコミュニティの活用について、その研究プロジェクトを率いた。1995年、Vivid StudiosはMicrosoft Windows 95のオンラインサイト立ち上げを切り盛りするためのマイクロソフトとの契約を請け負った。これはインターネットの歴史の中で、テクノロジー製品を大々的に紹介したサイトとしては初めてのものである。
2000年5月から2001年4月まで、プールはフランスのGNU/Linux販売企業のMandrakeSoftのCEOだった。2003年、プールはアメリカ合衆国大統領候補であるデニス・クシニッチ事務所の技術理事を務めた。
プールは、「ソフトウェア運動家」の側面を持ち、ドミトリー・スクリャロフとFSFのための寄付金調達運動を設立している。
彼はFSFのメンバーで唯一9/11真相運動に署名している。